# Halowe Mistrzostwa Europy w Lekkoatletyce 1988 – skok w dal mężczyzn
Skok w dal mężczyzn – jedna z konkurencji rozgrywanych podczas halowych lekkoatletycznych mistrzostw Europy w  hali Sport Csárnok w Budapeszcie. Rozegrano od razu finał 5 marca 1988. Zwyciężył reprezentant Holandii Frans Maas. Tytułu zdobytego na poprzednich mistrzostwach nie bronił Robert Emmijan ze Związku Radzieckiego.

## Rezultaty

### Finał
Opracowano na podstawie materiału źródłowego.
| Miejsce | Zawodnik             | Wynik |
| ------- | -------------------- | ----- |
| 1       | Frans Maas           | 8,06  |
| 2       | László Szalma        | 8,03  |
| 3       | Giovanni Evangelisti | 8,00  |
| 4       | Emiel Mellaard       | 7,84  |
| 5       | Dietmar Haaf         | 7,79  |
| 6       | Jarmo Kärnä          | 7,72  |
| 7       | Gyula Pálóczi        | 7,71  |
| 8       | Mirosław Hydel       | 7,70  |
| 9       | Michael Becker       | 7,66  |
| 10      | Antonio Corgos       | 7,64  |
| 11      | Claude Morinière     | 7,61  |
| 12      | Juha Plosila         | 7,56  |
| 13      | Władimir Amidżiniow  | 7,54  |
| 14      | Krzysztof Kaniecki   | 7,41  |
| 15      | Teddy Steinmayr      | 7,37  |
| 16      | Giuseppe Bertozzi    | 7,12  |
| –       | Kostas Kukodimos     | NM    |